# Supercupa Europei 2011
Supercupa Europei 2011 a fost cea de-a 36-a ediție a Supercupei Europei. A avut loc pe Stade Louis II în Monaco pe 26 august 2011. S-a jucat între câștigătorii Ligii Campionilor 2010-2011, FC Barcelona și FC Porto, care a câștigat UEFA Europa League 2010-2011. Barcelona a câștigat titlul învingând pe cei de la Porto cu 2-0.

## Înainte de meci

### Bilete și stadion
Stade Louis II în Monaco este arena unde se joacă Supercupa Europei din 1998. Construit în 1985, stadionul de asemenea găzduiește pe AS Monaco, care joacă în campionatul francez.

## Meci

### Detalii
| Barcelona              | 2 – 0   | Porto |
| ---------------------- | ------- | ----- |
| Messi 39' Fàbregas 88' | Cronica |       |

| Barcelona | Porto |

| Barcelona:      |    |                     |     |     |
|                 |    |                     |     |     |
| P               | 1  | Víctor Valdés       |     |     |
| F               | 2  | Daniel Alves        |     |     |
| F               | 14 | Javier Mascherano   |     |     |
| F               | 22 | Éric Abidal         |     |     |
| F               | 21 | Adriano             |     | 63' |
| M               | 15 | Seydou Keita        |     |     |
| M               | 6  | Xavi (c)            |     |     |
| M               | 8  | Andrés Iniesta      | 51' |     |
| A               | 17 | Pedro               |     | 80' |
| A               | 10 | Lionel Messi        |     |     |
| A               | 7  | David Villa         |     | 61' |
| Rezerve:        |    |                     |     |     |
| P               | 36 | Oier Olazábal       |     |     |
| F               | 24 | Andreu Fontàs       |     |     |
| M               | 4  | Cesc Fàbregas       |     | 80' |
| M               | 11 | Thiago Alcântara    |     |     |
| M               | 16 | Sergio Busquets     |     | 63' |
| M               | 28 | Jonathan dos Santos |     |     |
| A               | 9  | Alexis Sánchez      |     | 61' |
| Antrenor:       |    |                     |     |     |
| Josep Guardiola |    |                     |     |     |

| Porto:        |    |                    |         |     |
|               |    |                    |         |     |
| P             | 1  | Helton (c)         |         |     |
| F             | 21 | Cristian Săpunaru  |         |     |
| F             | 14 | Rolando            | 65' 86' |     |
| F             | 30 | Nicolás Otamendi   |         |     |
| F             | 13 | Jorge Fucile       |         |     |
| M             | 23 | Souza              |         | 77' |
| M             | 6  | Fredy Guarín       | 82' 90' |     |
| M             | 8  | João Moutinho      |         |     |
| A             | 12 | Hulk               |         |     |
| A             | 11 | Kléber             |         | 77' |
| A             | 10 | Cristian Rodríguez | 30'     | 69' |
| Rezerve:      |    |                    |         |     |
| GP            | 31 | Rafael Bracalli    |         |     |
| F             | 4  | Maicon             |         |     |
| M             | 7  | Fernando Belluschi |         | 77' |
| M             | 25 | Fernando           |         | 77' |
| M             | 35 | Steven Defour      |         |     |
| A             | 17 | Silvestre Varela   |         | 69' |
| A             | 20 | Djalma             |         |     |
| Antrenor:     |    |                    |         |     |
| Vítor Pereira |    |                    |         |     |

| Omul meciului: Andrés Iniesta (Barcelona) Arbitrii asistenți (tușieri): Erwin Zeinstra (Olanda) Berry Simons (Olanda) Arbitrul de rezervă: Bas Nijhuis (Olanda) Arbitrii asistenți adiționali (zona de penalti): Richard Liesveld (Olanda) Danny Makkelie (Olanda) |